# 武川村 (埼玉県)
武川村（たけかわむら）は埼玉県の北西部、大里郡に属していた村。当初は榛沢郡所属であった。

## 地理
- 河川：荒川

## 歴史
- 1889年（明治22年）4月1日 町村制施行により、長在家村、瀬山村、明戸村、菅沼村、田中村、上原村が合併し榛沢郡武川村が成立する。
- 1896年（明治29年）3月29日 榛沢郡が大里郡、幡羅郡、男衾郡と統合し大里郡となる。
- 1955年（昭和30年）2月11日 本畠村と合併し川本村を新設する。
- 1977年（昭和52年）2月11日 川本村が町制施行し川本町となる。
- 2006年（平成18年）1月1日 川本町が（旧）深谷市、岡部町、花園町と合併し深谷市を新設する。

## 交通

### 鉄道
- 秩父鉄道
  - 秩父本線：武川駅